# Caspase

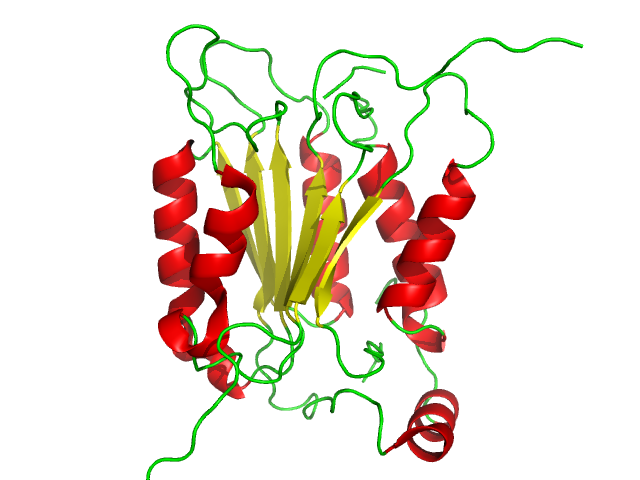
Model

Een caspase (meervoud: caspases, caspasen) is een lid van een groep cysteïneproteasen, enzymen met een cruciale cysteïnegroep, die de koolstofketen van een eiwitmolecuul kunnen klieven na een aspartaatgroep, een specificiteit die ongebruikelijk is bij andere proteasen. De naam caspase komt van  "cysteine-aspartic-acid-protease". 
Caspasen vervullen in de cel een essentiële rol bij de apoptose, een van de belangrijkste mechanismen voor geprogrammeerde celdood, tijdens de ontwikkeling en gedurende de meeste stadia van het volwassen leven. Caspasen zijn wel de 'beul-eiwitten' (executioner proteins) genoemd vanwege deze rol in de cel.  